# Andrei Stoica
Andrei Cătălin Stoica (n. 1 mai 1987, București, România) este un kickboxer român și campion mondial SUPERKOMBAT la categoria super-cruiser, titlu deținut de acesta încă din 2013.
De asemenea, este semnat și de către GLORY acolo unde pe 12 aprilie 2014 la Istanbul a luptat cu unul dintre cei mai buni luptători din lume și fostul campion neînfrânt al It's Showtime - congolezul Danyo Ilunga - și a pierdut prin knockout după un start promițător.
Andrei Stoica este în top 10 mondial la categoria semi-grea în ambele clasamente GLORY și LiverKick.com. A fost declarat "Luptătorul anului 2014" în România de către Clubul Sportiv Al Jurnaliștilor.
Este fost campion european de wushu, începându-și cariera în arte marțiale la CSA Steaua București.

## Viața personală
Andrei este căsătorit cu Andra Stoica și au împreună 3 copii, Albert, născut în 2013, Alexandru Constantin, născut în 2015 și Eva, născută în 2019.